# Museu de Arte Contemporânea do Centro Dragão do Mar de Arte e Cultura
O Museu de Arte Contemporânea do Centro Dragão do Mar de Arte e Cultura (MAC Dragão do Mar) é um museu do Centro Dragão do Mar de Arte e Cultura e está localizado no tradicional bairro Praia de Iracema, em Fortaleza.
Foi inaugurado em abril de 1999, juntamente com todo complexo cultural. Foi aberto ao público com a exposição Dragões e Leões.
A estrutura arquitetônica do MAC revela-se uma das mais adequadas dentre as instituições do país, atualmente conta com quatorze salas de exposição, área administrativa e a reserva técnica que possui um dos maiores espaço para conservação e restauro de obras do Brasil.

## Ação educativa

### Atividades diárias
Atendimento às escolas e demais grupos agendados
A Ação Educativa do MAC atualiza-se a cada troca de exposição, para oferecer aos grupos,
monitorias dinâmicas e participativas que contribuam para uma maior compreensão das
exposições.
Atendimentoao público espontâneo
Os educadores do MAC permanecem no espaço expositivo durante todo o período de
funcionamento do museu, para acolher e informar os visitantes.
Outras Atividades
Site do educativo
A equipe de educadores elabora o conteúdo da Página do Educativo na Revista MAC e cria
personagens e histórias em quadrinhos que pretendem aproximar a arte contemporânea das
crianças e adolescentes.
www.dragaodomar.org.br/mac
Projetos
Setor educativo e compromentimento social
O Setor Educativo desenvolve atividades que extrapolam os limites físicos do museu e
chegam às comunidades, visando à formação de público, e o maior estreitamento na relação
museu-comunidade.

## Acervo
O Setor de Conservação e Acervo do Museu de Arte Contemporânea do Centro Dragão do
Mar de Arte e Cultura desenvolve trabalhos diversificados no exercício de ações
relacionadas à preservação e cuidados especiais com o acervo permanente (Pinacoteca do
Estado do Ceará e Acervo MAC) e flutuante (exposições temporárias). Aqui são
desenvolvidas as seguintes atividades: coordenação de montagem, desmontagem,
embalagem e retorno das exposições, laudos técnicos de obras, vistoria técnica no
equipamento museológico e nos trabalhos expostos nas galerias, pesquisa e curadoria,
elaboração de projetos, organização e controle da Reserva Técnica, serviços de courrier,
elaboração de textos, serviços de molduraria (abertura do passe-partout, foan),
documentação relativa a obras doadas ao MAC (termos de doação e termos de cessão de
imagem), elaboração de projetos.
As ações envolvendo o acervo são sempre acompanhadas por um dos funcionários e são
devidamente documentadas.
Atualmente a coleção do MAC, conta com aproximadamente 619 obras de artistas locais, nacionais e internacionais. Além do acervo do museu, o setor é responsável pelo acervo da Pinacoteca do Estado do Ceará.

## Sala experimental
A Sala Experimental é um espaço para experimentação, com obras que instigam o olhar curioso do público do MAC pelas possibilidades plásticas que dialogam com questões que permeiam o cotidiano.

## Arte em crivo
O projeto do Museu de Arte Contemporânea do Centro Dragão do Mar de Arte e Cultura visa trazer ao público artistas, críticos e curadores de relevância para a arte local e brasileira para uma fala sobre seu trabalho e sua trajetória artística, sempre em consonância com a produção contemporânea. Em debate com o público, esperamos que os convidados contribuam com a formação crítica e profissional de artistas, pesquisadores e estudantes. Esperamos também que o projeto Arte em Crivo instigue o público do museu a conhecer e compreender melhor a reflexão que é feita na construção dos trabalhos de arte contemporânea.

## Jornada de criação
É um projeto de formação destinado a artistas, estudantes de arte e pesquisadores. São realizadas oficinas e cursos com duração média de cinco dias e com abordagens nos diversos âmbitos  e manifestações da arte.  Tanto as práticas que envolvem a expressão artística: a fotografia, o desenho , a escultura; como também a crítica, a filosofia da arte, a arte-educação, museologia, dentre outros.